# Стъклена бъркалка
В Лабораторията се използва Стъклената бъркалка, която се използва за по-бързото разтваряне на разтвори. Тя представлява дълга или къса стъклена пръчка която тежи около 5 грама. Опакова се в оризова хартия или аерофолио.

## Използване
За смесване на течност се използва бъркалка. Химическите реакции често изискват раздвижване, а бъркалката служи като начин за учен да осигури контролирано възбуждане без да взаимодейства директно с химикалите.